# تشارلز أوتيس ويتمان
تشارلز أوتيس ويتمان (بالإنجليزية: Charles Otis Whitman)‏ هو عالم حيوانات أمريكي، ولد في 14 ديسمبر 1842 في Woodstock, Maine ‏ في الولايات المتحدة، وتوفي في 6 ديسمبر 1910 في ورسستر في الولايات المتحدة.